# C. K. Vineeth
Chekiyot Kizhakkeveettill Vineeth (* 20. Mai 1988 in Kannur, Kerala) ist ein indischer Fußballspieler, der als Stürmer und Flügelspieler für zahlreiche Vereine in der I-League und Indian Super League gespielt hat. Seit 2024 steht er bei Thrissur Magic FC in der Super League Kerala unter Vertrag.

## Karriere
Vineeth begann seine Profikarriere 2011 bei Chirag United Kerala in der I-League, wo er in seiner Debütspielzeit 8 Tore in 21 Ligaspielen erzielte. 2012 wechselte er zu Prayag United (später United SC) und stieg dort mit 7 Treffern in der Saison 2012/13 zum besten indischen Torschützen der Liga auf.
2014 schloss er sich zunächst auf Leihbasis dem neuen Klub Bengaluru FC an, wo er in seiner Premierensaison die I-League gewann. Bis 2017 erzielte Vineeth insgesamt 21 Tore in 84 Einsätzen für Bengaluru FC und gewann mit der Mannschaft weitere I-League Titel sowie zweimal den Federation Cup, wobei er 2017 zwei Treffer im Pokalfinale erzielte.
Zwischenzeitlich war Vineeth mehrfach an die Kerala Blasters ausgeliehen und gehörte 2016 zu den erfolgreichsten indischen Torschützen der Indian Super League (ISL). Seinen endgültigen Wechsel zu den Kerala Blasters vollzog er 2017. Mit dem Klub erreichte er das ISL-Finale 2016.
Es folgten Stationen bei Chennaiyin FC (Leihe, 2019), Jamshedpur FC (2019/20), East Bengal (2020/21), und RoundGlass Punjab FC (2021/22). Seit 2024 steht Vineeth bei Thrissur Magic FC in der Super League Kerala unter Vertrag.

### Nationalmannschaft
Vineeth debütierte 2013 in der indischen Nationalmannschaft und absolvierte insgesamt sieben Länderspiele.